# Сара Сатон
Сара Сатон (енгл. Sarah Sutton; Бејзингстоук, 12. децембар 1961) је британска глумица. Сатонова је најпознатија по улози Нисе у научно-фантастичној серији Доктор Ху.